# 아일랜드 자유국 임시정부 주석
아일랜드 자유국 임시정부 주석(Chairman of the Provisional Government of the Irish Free State)은 1922년 1월 만들어진 직책으로서, 1922년 아일랜드 자유국이 정식 출범하면서 폐지되었다.
1921년 12월 영국-아일랜드 조약이 아일랜드 공화국 의회 하원인 달 에런을 통과했다. 영국측에서도 남아일랜드 서민원에서 조약이 통과되어야 했고, 그러기 위한 법적 정부단체로서 임시정부가 수립, 마이클 콜린스가 그 주석으로 취임했다. 콜린스는 임시정부 주석에 취임하면서 동시에 아서 그리피스 행정부의 재정성 장관직도 그대로 유지했다.
1922년 8월 콜린스와 그리피스가 사망하자 리암 토마스 막 코스가르가 임시정부 주석이자 달 에런 의장으로 취임했다. 임시정부와 의회내각이 공존하는 기묘한 체제는 1922년 12월 아일랜드 자유국이 정식 출범하면서 종료되었다.
| 대수                                                                              | 성명                    | 초상 | 임기            | 임기            | 정당 | 정당                 |
| --------------------------------------------------------------------------------- | ----------------------- | ---- | --------------- | --------------- | ---- | -------------------- |
| 1.                                                                                | 미할 온 오 콜란         |      | 1922년 1월 16일 | 1922년 8월 22일 |      | 신페인당 조약 찬성파 |
| 2.                                                                                | 리암 토마스 막 코스가르 |      | 1922년 8월 22일 | 1922년 12월 6일 |      | 신페인당 조약 찬성파 |
| 1922년 12월 임시정부 주석직이 폐지되고 아일랜드 자유국 집행평의회 의장으로 계승됨 |                         |      |                 |                 |      |                      |